# Klukwinka
Klukwinka (ros. Клюквинка) – osiedle w Rosji, w obwodzie tomskim, w rejonie wierchniekieckim. W 2010 liczyło 1462 mieszkańców.